# In Praise of the Vulnerable Man
In Praise of the Vulnerable Man è un singolo della cantautrice canadese Alanis Morissette, pubblicato nel 2008 ed estratto dal suo settimo album in studio Flavors of Entanglement.

## Tracce
- Download digitale

1. In Praise of the Vulnerable Man (Radio Edit)
2. Break